# Acrodont
Acrodont is een gebitstype waarbij de tanden versmolten zijn met de kaakrand. De tanden zijn hierbij niet in holtes geplaatst maar zijn met de kaak versmolten. Dit gebitstype komt voor bij een aantal groepen van hagedissen zoals agamen en kameleons. De tanden van acrodonten worden vervangen doordat er steeds een nieuwe tand onder de oude groeit.  Andere gebitstypes zijn pleurodont en thecodont.